# Linha de sucessão ao trono de Tonga

O estandarte real de Tonga.

O brasão de armas da monarquia de tonga.

A linha de sucessão ao trono de Tonga é regulamentado pela constituição de 1875 e é baseado na política de preferência dos herdeiros do sexo masculino. As fêmeas podem ascender ao trono somente se não houver outros herdeiros do sexo masculino.
Esta constituição especifica que a sucessão é limitada aos descendentes do rei George Tupou I, o primeiro rei de Tonga, através de seu filho, Tevita Agnu. Tevita Agnu foi um filho ilegítimo, mas todos os outros filhos legítimos de George Tupou I foram predescessidos.

## A linha de sucessão
A linha de sucessão para o presente rei, Tupou VI, é o seguinte:
- Taufa'ahau Tupou IV
  -  Tupou VI
    - (1) Príncipe Siaosi, filho mais velho do Rei (n. 1985)
      - (2) o Príncipe Taufa''ahau., sobrinho do Rei e filho do Príncipe Siaosi (n. 10 de maio de 2013)
      - (3) a Princesa Halaevalu Mataʻaho (n. 2014)
      - (4) a Princesa Nanasipau’u, (n. 2018)

    - (5) o Príncipe Ata (n. 1988)
    - (6) a Princesa Angelika Lātūfuipeka Tukuʻaho (n. 1983)